# 崔玉琴
崔玉琴（1951年11月—），女，汉族，甘肃兰州人，中华人民共和国政治人物，曾任甘肃省妇女联合会主席、党组书记，甘肃省人大常委会副主任。